# Мисо
Мисо (みそ или 味噌) е традиционна японска подправка, произведена чрез ферментация на соя със сол и гъбата плесен Aspergillus oryzae, известна на японски като коджи-кин (麹, 麹菌), а понякога и с ориз, ечемик, пшеница или други съставки. Резултатът е гъста паста, която се използва за сосове и консервиране на зеленчуци или месо. Служи за съставка и на супата мисо, наричана още мисосиру (味噌 汁).
Мисо е с високо съдържание на протеин, витамини и минерали, затова изиграва важна роля в хранителния арсенал на феодална Япония. Все още се използва широко в Япония, както в традиционната, така и в модерната кухня, и все повече набира световна известност. В различните райони на Япония мисото има различен цвят и различен вкус. Важни условия, които допринасят за вкуса, включват температура, продължителност на ферментацията, съдържание на сол и съдът, който се ползва за ферментация. Бяло и червено са най-срещаните видове.